# Фатик (город)
Фатик (фр. Fatick) — город в центральной части Сенегала.

## Географическое положение
Административный центр области Фатик. Расположен в 155 километрах к юго-востоку от столицы страны, города Дакар.

## Население
По данным на 2013 год численность населения города составляла 26 253 человека.
Динамика численности населения города по годам:
| 1988   | 1997   | 2001   | 2002   | 2013   |
| ------ | ------ | ------ | ------ | ------ |
| 18 416 | 22 525 | 39 166 | 23 149 | 26 253 |

## Известные уроженцы
- Маки Саль — нынешний президент Сенегала